# Fajã da Ovelha
Fajã da Ovelha ist eine portugiesische Gemeinde (Freguesia) im Kreis Calheta (Madeira). In ihr leben 812 Einwohner (Stand 19. April 2021).
Der Ort wurde um die Mitte des 16. Jahrhunderts gegründet.
Das markanteste Gebäude des Ortes, der 1972 noch 2500 Einwohner zählte, ist die Pfarrkirche Igreja de São João Batista. Ursprünglich war die Kapelle Capela de São Lourenço die Pfarrkirche des Ortes. Als sie sich als zu klein erwies, genehmigte am 27. Juni 1705 die Infantin Dona Catalina den Bau einer neuen, größeren Kirche, der wenige Jahre später begonnen wurde, das Baujahr und das Jahr der Fertigstellung sowie der Einweihung der Kirche sind jedoch nicht überliefert und daher bis heute unbekannt. Von 2018 bis 2020 wurde die Kirche restauriert.
Die Kapelle Capela de São Lourenço wurde gegen Ende des 15./Anfang des 16. Jahrhunderts erbaut und wurde 1570, als die Pfarrgemeinde Fajã de Ovelha gegründet wurde, die Pfarrkirche des Ortes. Das heutige Gebäude ist ein Nachbau der ursprünglichen Kapelle.
Das Fest des Schutzpatrons der Kirche, die wichtigste Veranstaltung des ganzen Jahres, wird jedes Jahr am 24. Juni gefeiert.
Von 1910 bis 1960 bestand im Ort eine Fabrik (Fábrica de manteiga), in der Milchprodukte verarbeitet wurden, und die heute nur noch als Ruine erhalten ist.

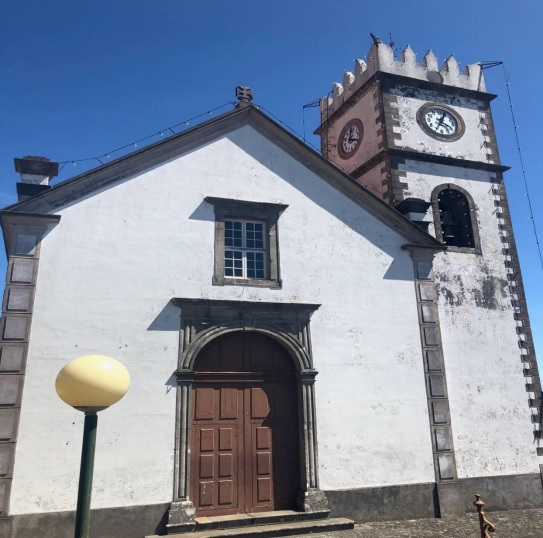
Igreja de São João Batista

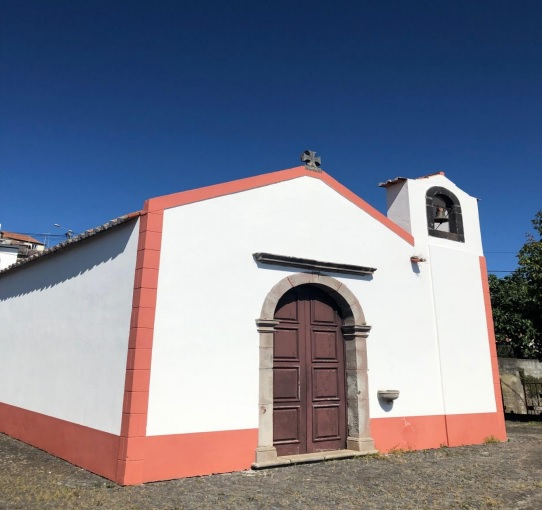
Capela de São Lourenço

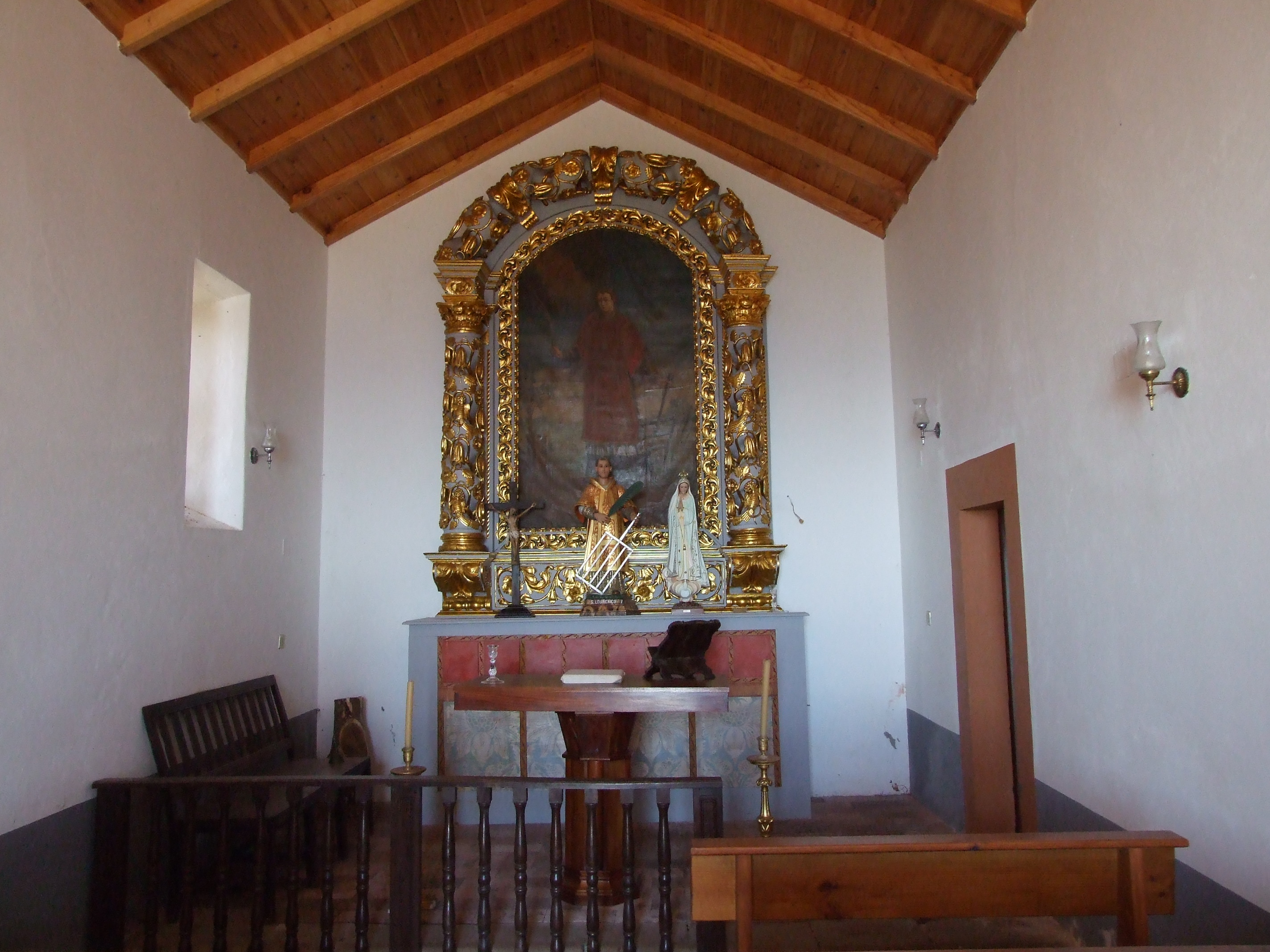
Capela de São Lourenço

## Infrastruktur
Fajã da Ovelha verfügt über eine Grundschule, eine weiterführende Schule, ein Verwaltungsgebäude (Junta de Freguesia) und ein Gesundheitszentrum (Centro de Saúde).